# محمد أبو ميزر
محمد أبو ميزر (ولد 1936 م) هو كاتب وسياسي فلسطيني، كان بعثيًّا ثم انضم إلى حركة فتح منذ 1962.

## ولادته وتحصيله
ولد أبو حاتم، محمد أبو ميزر في مدينة الخليل عام 1936، ثم انتقل مع عائلته إلى القدس. درس المرحلة الأساسية في المدرسة البكرية في حي المصرارة في القدس المحتلة، والمرحلة الثانوية في المدرسة الرشيدية في باب الزاهرة، وحصل على الثانوية العامة من مدرسة دير الأقباط في القدس عام 1956، ونال درجة البكالوريوس في التاريخ من كلية الآداب في جامعة القاهرة عام 1960. وفي القاهرة كان يسكن في منطقة الأورمان قرب جامعة القاهرة، في بيت واحد مع كل من ناهض الريِّس، وسعد الدين الغندور، وفيه استقبل ميشيل عفلق زعيمَ حزب البعث، مع البعثيين العرب من غير المصريين.

## حياته العملية
عمل محمد مدرِّساً للتاريخ في مدرسة درنة الثانوية في ليبيا، وموظفاً في شركة بارسونز للتنقيب عن المياه في الكويت عام 1962، ومدرساً في مدرستي "دور دور" وأيكول نورمال في الجزائر، وكاتباً في صحيفة المجاهد الجزائرية.
كان أبو حاتم من العناصر الفاعلة في رابطة طلاب فلسطين في مصر، وأحد ممثلي حزب البعث في هيئتها الإدارية عام 1958، وأحد المحسوبين على التيار القومي، ومن مؤيدي جمال عبد الناصر. انفصل عن حزب البعث عام 1961، ثم انتقل إلى الكويت وانضم لحركة فتح عام 1962، وأصبح مساعد خليل الوزير أبو جهاد في إدارة مكتب حركة فتح في الجزائر، ثم تولى مسؤولية مكتب فتح خلفاً للأخير عام 1965، حيث عمل على إلحاق عناصر فتح في دورات عسكرية في الجزائر. 
غادر الجزائر إلى دمشق عام 1967، وتولى مسؤولية العلاقة مع الجزائر وسوريا والعراق، وزار عدداً من الدول حول العالم ممثلاً لحركة فتح. أصبح أول ممثل لحركة فتح في أوروبا عام 1968، وأسس اللجنة العربية من أجل فلسطين في باريس، وأدار مكتب فتح في باريس، وصاغ بيان "الدولة الديمقراطية العلمانية في فلسطين" الذي تبنته حركة فتح، وتم إذاعته في 31 كانون الأول عام 1968.
ترك باريس عام 1969، وتولى إدارة مكتب العلاقات الخارجية برفقة القيادي الفتحاوي خالد الحسن، كما كان مسؤولا عن الإعلام داخل فتح، وأشرف على إصدار جريدة فتح في دمشق عام 1971، وقد زار فلسطين مرتين، الأولى عام 1997 والثانية عام 1998. عانى أبو حاتم أثناء مسيرة حياته، حيث اعتقل في الأردن عام 1953، واعتقل مرة أخرى عام 1955، وصدر قرار بإلقاء القبض عليه بعد اتهامه بالتخطيط لانقلاب عسكري في ليبيا عام 1961.

## مؤلفاته
- «الجذور والتراب: حوار عن القدس والمنفى والعودة الصعبة» صدر عن المركز العربي للأبحاث ودراسة السياسات عام 2020.[6][7] (ردمك 9786144453063)